# Louis Tonnellé
Pour les articles homonymes, voir Tonnellé.
Louis Tonnellé (1803-1860), major du concours de l'internat des hôpitaux de Paris en 1826, est un médecin tourangeau, fils de Louis-Henry-Jérôme Tonnellé et père d'Alfred Tonnellé. Il fut notamment directeur de l'École de médecine et de pharmacie créée le 22 juin 1841 à Tours, près de l'hôpital, sur ordonnance royale. Un boulevard porte son nom à Tours, qui donne lui-même son nom au quartier Rabelais-Tonnellé.

## Carrière
Après avoir obtenu son diplôme de médecine, Louis Tonnellé devient chirurgien adjoint dans le service de chirurgie civile de l'hôpital général de Tours. De 1841 à 1855, il partage la charge de chirurgien en chef avec Félix Charles Herpin. En parallèle, Louis Tonnellé prend la direction de la nouvelle École préparatoire de médecine et de pharmacie. À partir de l'ouverture de l'école de médecine en 1842, il s'occupe de la chaire de clinique externe. Il enseigne à ses élèves les techniques chirurgicales au lit des patients du service de chirurgie de l'hôpital. Tonnellé effectue sous les yeux de ses étudiants diverses opérations, notamment en 1847 la très délicate "extraction d'un œil".
En dehors de ses fonctions hospitalières, Louis Tonnellé est membre de la Société médicale d'Indre-et-Loire. Il y présente ses travaux et expose ses recherches, dont  ses observations sur la lithotritie en 1835 et 1836, ou l'extirpation de la glande lacrymale en 1836. Il publia plusieurs travaux dont son étude Des Fièvres puerpérales.
Louis Tonnellé est une figure chirurgicale importante de l'hôpital générale de Tours. Il a contribué au développement de l'exercice chirurgical et à l'amélioration des conditions de vie des patients. Avec Félix Charles Herpin ils luttent notamment contre l'encombrement des salles de chirurgie.
Félix Charles Herpin prononce un discours élogieux à l'honneur de Louis Tonnellé lors de sa cérémonie d'enterrement en 1860. Il y brosse le portrait de ce chirurgien décoré de la Légion d'honneur, et investit dans les travaux de son temps. Louis Tonnellé est une figure médicale emblématique de la Touraine.